# Almen relativitetsteori og klassisk mekanik
Denne artikel skal snarest indarbejdes i andre artikler
Her beskrives sammenhængen mellem Einsteins
almene relativitetsteori og
Newtons klassiske beskrivelse af
legemers bevægelse i et tyngdefelt. Vi vil ikke her gå ind i
udledningen af Einsteinligningen og fortolkning af de enkelte led
i denne, ej heller en mere grundlæggende introduktion til Einsteins
almene relativitetsteori. Blot skal det nævnes, at når samme index
står for for oven og for neden i et led i en ligning er der tale om
implicit summation. Konventionen er, at i eller j summeres fra 1 til 3
(de rumlige koordinater), mens a,b,c,... summeres fra 0 til 3 (både
tidslig og rumlige koordinater). Desuden skal man huske, at
konventionen for enheder (lysets hastighed) i klassisk mekanik og almen relativitetsteori
normalt er hhv.:
{\displaystyle {\begin{matrix}c=299792458\,{\frac {m}{s}}&,&c=1\end{matrix}}}

## Klassisk mekanik
Newtons beskrivelse af tyngdekraften er basalt set, at to legemer med
masser M og m og indbyrdes afstand r tiltrækker hinanden med en kraft,
der har størrelsen:
{\displaystyle F(r)=-G{\frac {Mm}{r^{2}}},\ \mathrm {hvor} \ G=6.673(10)\cdot 10^{-11}{\frac {m^{3}}{kg\,s^{2}}}}
Desuden ved vi, at en partikel med
masse m, der påvirkes af en kraft F acelereres med en
acceleration, der opfylder:
{\displaystyle m\,\mathbf {a} =\mathbf {F} }
Alternativt kan man sige, at en punktformig masse M giver anledning til et
tyngdepotential:
{\displaystyle \phi (r)=-G{\frac {M}{r}}}
Sammenhængen med ovenstående er, at accelerationen af en lille test
masse placeret i potentialet er:
{\displaystyle \mathbf {a} =-\nabla \phi .}
Med denne definition af potentialet får vi:
{\displaystyle \Delta \phi =\nabla \cdot \nabla \phi =\nabla \cdot \left(G{\frac {M}{r^{2}}}{\hat {\mathbf {r} }}\right)=4\pi GM\delta (\mathbf {r} )}
Eller hvis massen ikke er punktformig, men vi i stedet har en massetæthed:
{\displaystyle \Delta \phi =4\pi G\mu (\mathbf {r} )}

## Klassisk approksimation til den almene relativitetsteori
Det vi her ønsker at vise er at Einsteinligningen:
{\displaystyle R_{ab}=\kappa \left(T_{ab}-{\frac {1}{2}}g_{ab}T\right)}
er i overensstemmelse med Newtons klassiske beskrivelse, i grænsen
hvor alle partikler (masser) bevæger sig meget langsommere end lyset,
og rummet er næsten fladt (eller ækvivalent: tyngdekraften er meget
lille). Dvs.:
{\displaystyle v<<c\quad \mathrm {og} \quad g_{ab}=\eta _{ab}+h_{ab}\quad \mathrm {hvor} }
{\displaystyle \eta _{ab}={\begin{pmatrix}1&0&0&0\\0&-1&0&0\\0&0&-1&0\\0&0&0&-1\end{pmatrix}}\quad \mathrm {og} \quad h_{ab}<<1\ \forall \ a,b}
Det betyder, at:
{\displaystyle T_{ab}=\mu \,u_{a}\,u_{b}\quad \mathrm {hvor} }
{\displaystyle {\begin{matrix}u_{a}&=&{\frac {dx_{a}}{ds}}&=&\left({\frac {dt}{ds}},-{\frac {d{\vec {x}}}{dt}}\right)\\&\approx &\left({\frac {dt}{dt}},0,0,0\right)&=&(1,0,0,0)\end{matrix}}}
Vi har her brugt, at egentid s og tidskoordinat t er identiske for
lille hastighed og små tyngdefelter. Vi får altså:
{\displaystyle T_{00}=\mu \quad \mathrm {og} \quad T_{ab}=0\ \mathrm {for\ alle\ andre} \ a,b}
Dermed får vi:
{\displaystyle {\begin{matrix}R_{00}&=&\kappa \left(T_{00}-{\frac {1}{2}}g_{00}g^{ab}T_{ab}\right)\\&=&\kappa \left(T_{00}-{\frac {1}{2}}g_{00}g^{00}T_{00}\right)\\\end{matrix}}}
Til laveste orden (0. orden) i h får vi:
{\displaystyle R_{00}={\frac {1}{2}}\kappa T_{00}={\frac {1}{2}}\kappa \mu }
Samtidig har vi:
{\displaystyle {\begin{matrix}R_{ab}&=&R_{\ adb}^{d}\\R_{\ adb}^{d}&=&\partial _{b}\Gamma _{\ ac}^{d}-\partial _{c}\Gamma _{\ ab}^{d}\\&&+\Gamma _{\ be}^{d}\Gamma _{\ ac}^{e}-\Gamma _{\ ce}^{d}\Gamma _{\ ab}^{e}\\\Gamma _{\ bc}^{a}&=&g^{ad}\Gamma _{dbc}\\\Gamma _{dbc}&=&{\frac {1}{2}}(\partial _{b}g_{dc}-\partial _{d}g_{bc}+\partial _{c}g_{db})\\&=&{\frac {1}{2}}(\partial _{b}h_{dc}-\partial _{d}h_{bc}+\partial _{c}h_{db})\end{matrix}}}
Vi kan altså se, at Γ bliver første orden i h, hvorfor vi kan negligere alle led, der er af højere orden i Γ. Dermed før vi:
{\displaystyle R_{00}=R_{\ 0a0}^{a}=\partial _{a}\Gamma _{\ 00}^{a}-\partial _{0}\Gamma _{\ 0a}^{a}}
Men eftersom vi har antaget at alle hastigheder er små sammenlignet
med lysets og vi basalt set har:
{\displaystyle \partial _{0}={\frac {\partial }{\partial ct}}}
kan vi trygt negligere alle led hvor der afledes med hensyn til
tiden. Vi får:
{\displaystyle {\begin{matrix}R_{00}&=&\partial _{i}\Gamma _{\ 00}^{i}=\partial ^{i}\Gamma _{i00}\\&=&{\frac {1}{2}}\partial ^{i}\left(\partial _{0}h_{i0}-\partial _{i}h_{00}+\partial _{0}h_{i0}\right)\\&=&-{\frac {1}{2}}\partial ^{i}\left(\partial _{i}h_{00}\right)\\&=&-{\frac {1}{2}}{\frac {\partial }{\partial x_{i}}}{\frac {\partial }{\partial x^{i}}}h_{00}\\&=&{\frac {1}{2}}\sum _{i=1}^{3}{\frac {\partial }{\partial x^{i}}}{\frac {\partial }{\partial x^{i}}}h_{00}\\&=&\Delta \left({\frac {1}{2}}h_{00}\right)\end{matrix}}}
Det sidste fortegnsskift kommer fordi det at flytte index op eller ned
svarer til at gange g på, men eftersom h er meget lille får vi
blot at g skifter fortegn på de tre rumlige koordinater. Vi får dermed at:
{\displaystyle \Delta \left({\frac {1}{2}}h_{00}\right)={\frac {1}{2}}\kappa \mu }

## Sammenhæng mellem de to teorier
Men hvordan hænger alt det her sammen med accelerationen af den lille
test masse, vi har fra Newtons teori? Den geodætiske ligning, som
beskriver, hvordan masser bevæger sig i denne (lidt) krumme rumtid,
siger:
{\displaystyle 0={\frac {Du^{a}}{ds}}={\frac {\partial u^{a}}{\partial s}}+\Gamma _{bc}^{a}u^{b}u^{c}}
eller i vores approximation, for de rumlige koordinater:
{\displaystyle {\begin{matrix}{\frac {\partial v^{i}}{\partial t}}&=&-\Gamma _{bc}^{i}u^{b}u^{c}=-\Gamma _{00}^{i}u^{0}u^{0}\\&=&-\Gamma _{00}^{i}=\Gamma _{i00}=-{\frac {1}{2}}\partial _{i}h_{00}\\&=&-{\frac {\partial }{\partial x^{i}}}\left({\frac {1}{2}}h_{00}\right)\end{matrix}}}
Eller på vektorform:
{\displaystyle \mathbf {a} =-\nabla \left({\frac {1}{2}}h_{00}\right)=-\nabla \phi \quad \mathrm {hvis\ vi\ definerer} \quad \phi ={\frac {1}{2}}h_{00}}
Vi er altså endt med et klassisk tyngdepotential, der opfylder:
{\displaystyle \Delta \phi ={\frac {1}{2}}\kappa \mu }
Så teorierne er i overensstemmelse, hvis vi definerer:
{\displaystyle \kappa =8\pi G{\frac {1}{c^{4}}}}
Den sidste faktor kommer ind fordi vi har brugt to forskellige
enhedssystemer til definitionen af de to potentialer.
Hermed har vi bestemt den frie parameter i Einsteins almene
relativitetsteori ud fra kravet om overensstemmelse med Newtons teori
i grænsen
{\displaystyle v\approx 0\ ,\ g_{ab}\approx \eta _{ab}}.